# Futbol'ny Klub Maladzečna
Il Futbol'nj Klub Maladzečna (in bielorusso Футбольнй клуб «Маладзечна»?), è una società calcistica bielorussa con sede nella città di Maladzečna. Milita nella Vyšėjšaja Liha, la massima serie del campionato bielorusso.
Fondato nel 1949, disputa le partite interne nello Stadio Haradzki di Maladzečna, impianto da 3.500 posti.
Ha militato per dodici stagione nella massima serie bielorussa.

## Organico

### Rosa 2023
| N. |                        | Ruolo | Calciatore          |
| -- | ---------------------- | ----- | ------------------- |
| 1  | Bielorussia (bandiera) | P     | Danila Tretyak      |
| 2  | Bielorussia (bandiera) | D     | Maksim Lutskiy      |
| 3  | Bielorussia (bandiera) | D     | Sergey Drozd        |
| 4  | Russia (bandiera)      | D     | Kirill Karpov       |
| 7  | Bielorussia (bandiera) | C     | Vadim Melnik        |
| 8  | Bielorussia (bandiera) | C     | Vladislav Fedotov   |
| 9  | Bielorussia (bandiera) | A     | Roman Burak         |
| 10 | Bielorussia (bandiera) | C     | Pavel Rassolko      |
| 11 | Bielorussia (bandiera) | C     | Sergey Tarchilo     |
| 12 | Bielorussia (bandiera) | D     | Yevgeniy Voyna      |
| 13 | Bielorussia (bandiera) | C     | Yevgeniy Chichev    |
| 14 | Bielorussia (bandiera) | D     | Petr Kazantsev      |
| 15 | Bielorussia (bandiera) | C     | Nikita Rasolko      |
| 17 | Bielorussia (bandiera) | C     | Gleb Guletskiy      |
| 18 | Bielorussia (bandiera) | C     | Aleksei Petrusevich |

| N. |                        | Ruolo | Calciatore            |
| -- | ---------------------- | ----- | --------------------- |
| 21 | Bielorussia (bandiera) | C     | Alyaksey Plyasunow    |
| 24 | Bielorussia (bandiera) | C     | Juryj Kazloŭ          |
| 31 | Bielorussia (bandiera) | P     | Maksim Vysotskiy      |
| 32 | Bielorussia (bandiera) | D     | Vladislav Yasyukevich |
| 33 | Bielorussia (bandiera) | C     | Igor Narozhnik        |
| 44 | Bielorussia (bandiera) | C     | Aleksandr Shvedchikov |
| 66 | Russia (bandiera)      | C     | German Ananskikh      |
| 77 | Bielorussia (bandiera) | A     | Alyaksandr Krotaw     |
| 88 | Bielorussia (bandiera) | C     | Vladimir Maslovskiy   |
| 89 | Bielorussia (bandiera) | C     | Sergey Lynko          |
| 91 | Bielorussia (bandiera) | A     | Yegor Nikoporyonok    |
| 90 | Bielorussia (bandiera) | A     | Igor Monich           |
| 93 | Bielorussia (bandiera) | C     | Aleksandr Korzun      |
|    | Bielorussia (bandiera) | A     | Danila Pokladok       |

## Palmarès

### Competizioni nazionali
- Peršaja Liha: 2

2000, 2024
| Controllo di autorità | VIAF (EN) 247370372 |